# Ura e Tabakëve (Gjakova)
Die Ura e Tabakëve (zu Deutsch Gerberbrücke) ist eine osmanische Steinbogenbrücke in der kosovarischen Stadt Gjakova. Die vermutlich im Jahr 1790 erbaute Brücke überquert den Fluss  Erenik. Sie wurde im Jahr 1962 zum Kulturdenkmal erklärt.
Die Ura e Tabakëve ist 127 Meter lang und gehört damit zu den zehn längsten historischen Steinbrücken der Region. Sie besteht aus sieben Bogen, die 14 bis 16 Meter lang sind. Ihre Breite beträgt vier Meter. Mit rund dreieinhalb Meter ist die Brücke nicht allzu hoch. Sie wurde aus kleinen Steinquadern errichtet, die zum Teil mit Ornamenten wie Sonne, Halbmond, Äpfel und Fäuste verziert wurden.
Die Brücke liegt außerhalb des historischen Zentrums der Stadt Gjakova am südwestlichen Stadtrand. Sie stellt eine Verbindung zu den Orten südwestlich der Stadt her und vereinfachte den Handel mit Tropoja, Shkodra und Kukës in Albanien. Auftraggeber für den Bau war vermutlich die namensgebende Gerber-Zunft von Gjakova. Das genaue Erbauungsdatum ist zumindest gemäß älteren Quellen nicht bekannt. Die Inschriften seien unleserlich und die Bauweise, die sehr ähnlich ist mit der Schneiderbrücke, verweist aufs 17. Jahrhundert.
In der ersten Hälfte des 20. Jahrhunderts wurde die Brücke modizifizert, unter anderem um eine gerade Fahrbahn herzustellen. Auch ein Geländer wurde aufgebaut. Bei Restaurierungsarbeiten 2004 wurde der historische Originalzustand wiederhergestellt.

## Weblinks

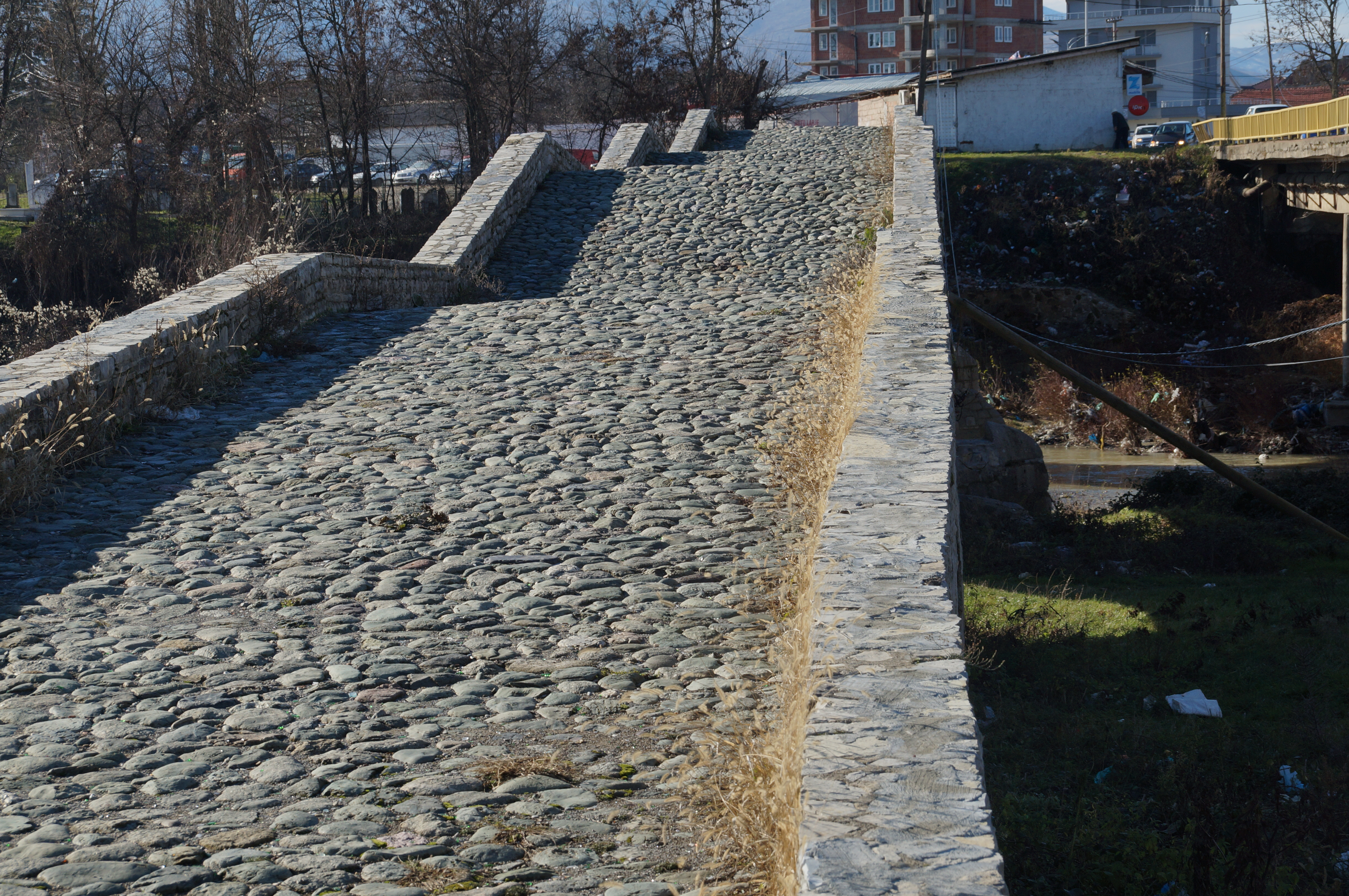
Steinpflaster der Brücke